# Бибра (Майнинген)
Бибра (нем. Bibra) — посёлок в Германии, в земле Тюрингия.
Входит в состав района Шмалькальден-Майнинген. Население — 589 чел. Занимает площадь 9,70 км². Официальный код — 16 0 66 011.

## Достопримечательности
- Замок Бибра

## Фотографии

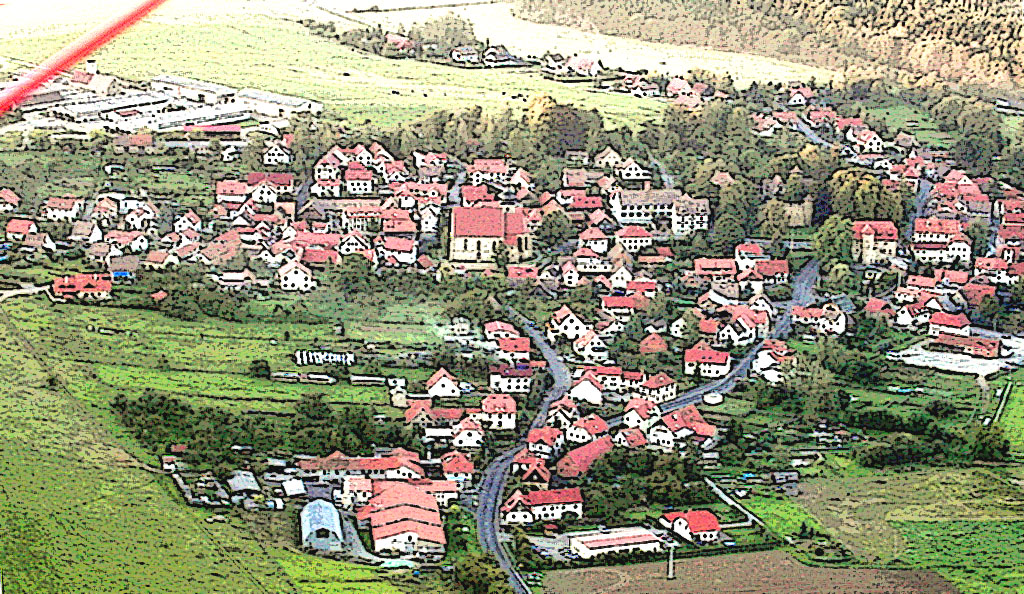
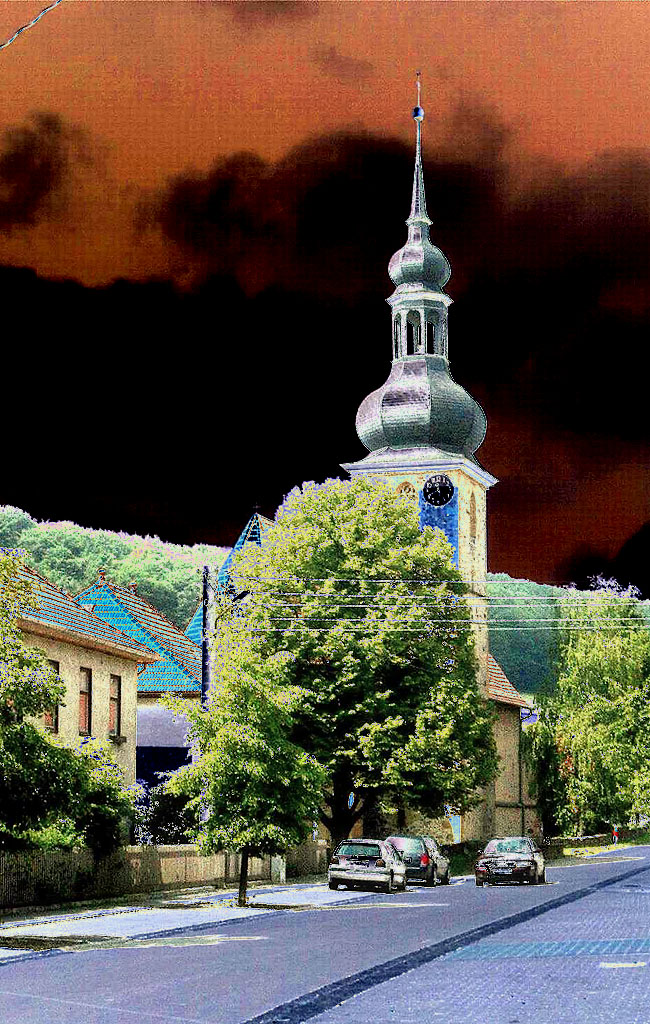
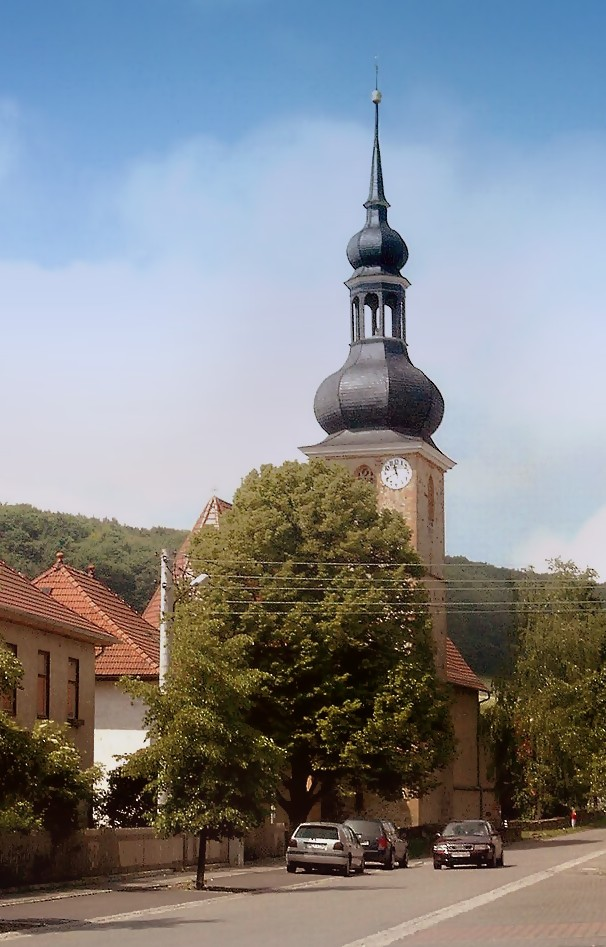
Церковь
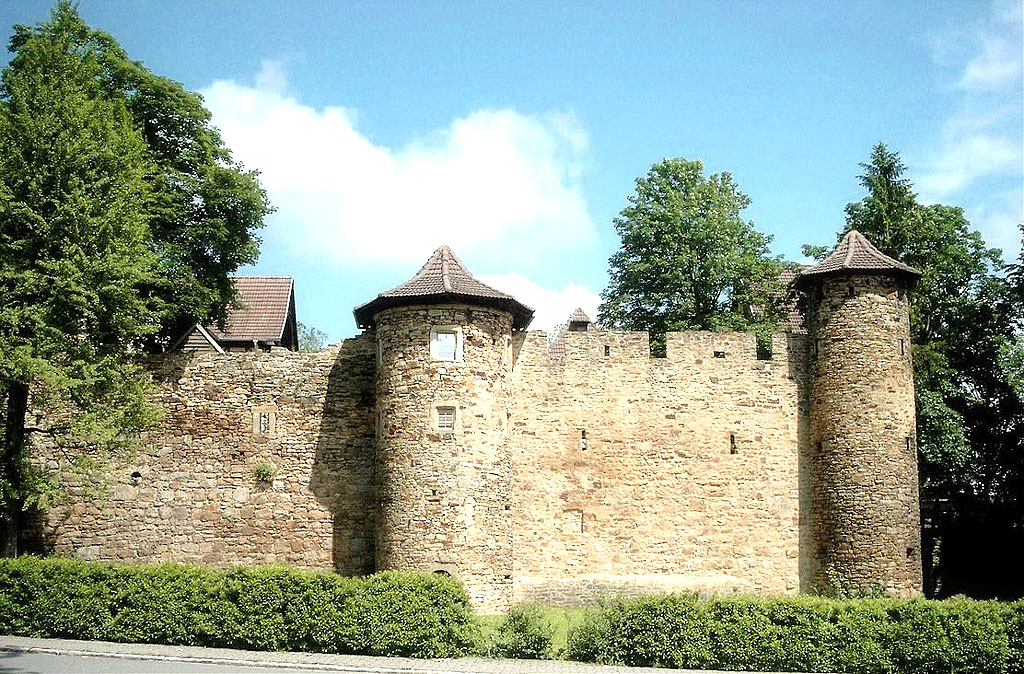
Фрагмент замка Бибра
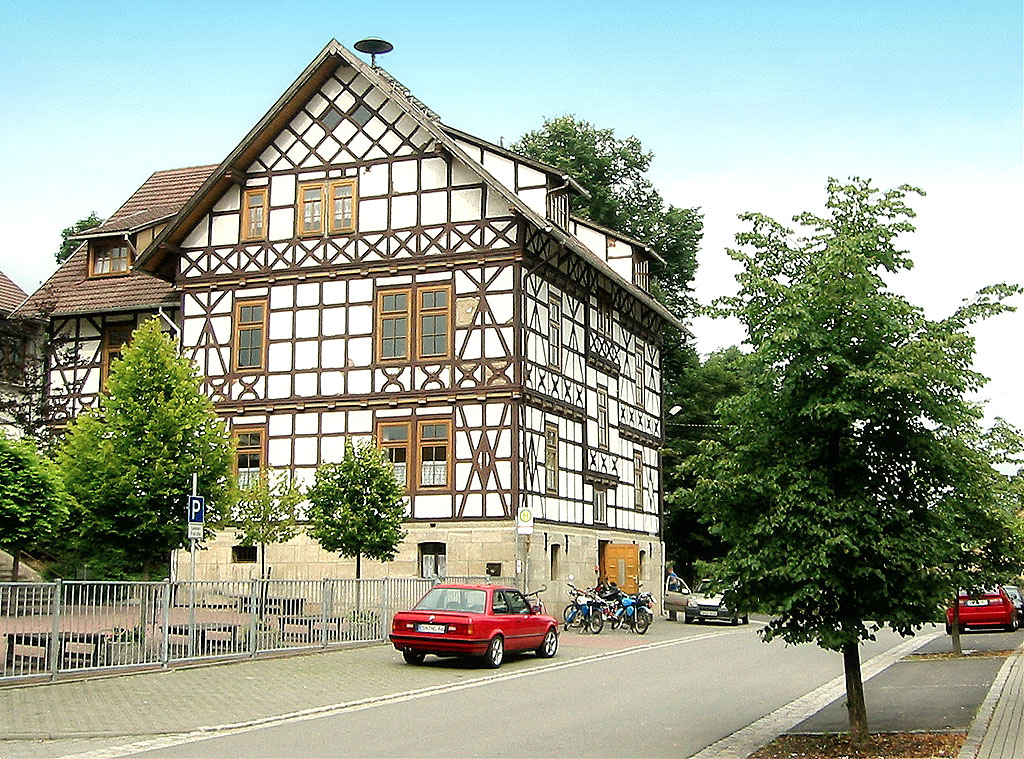
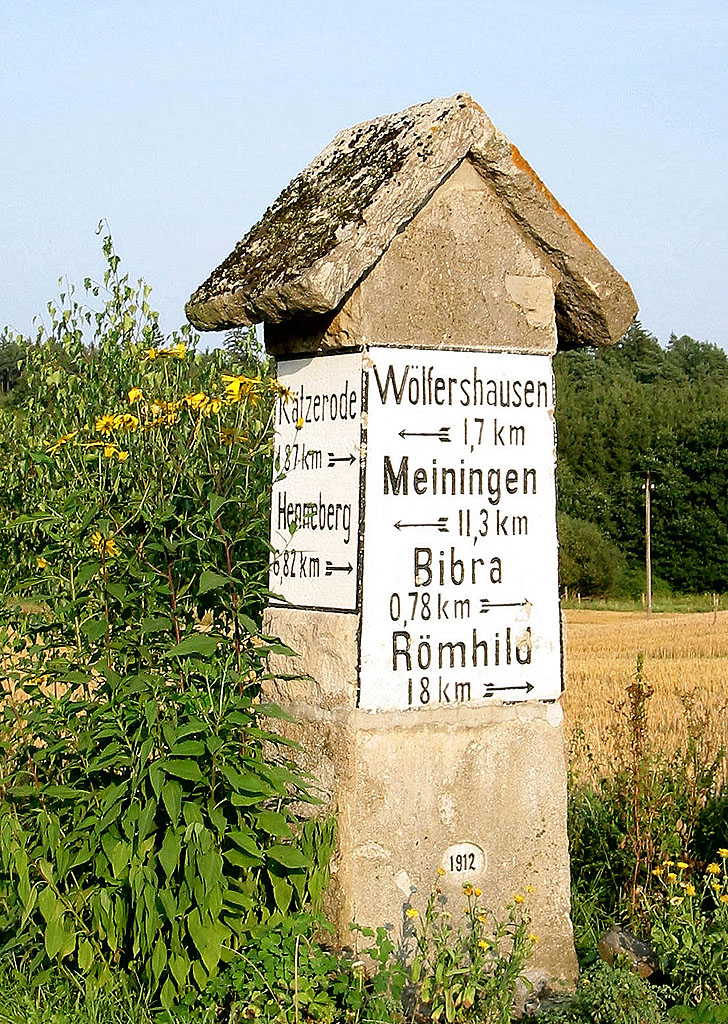